# Aimee Mullins

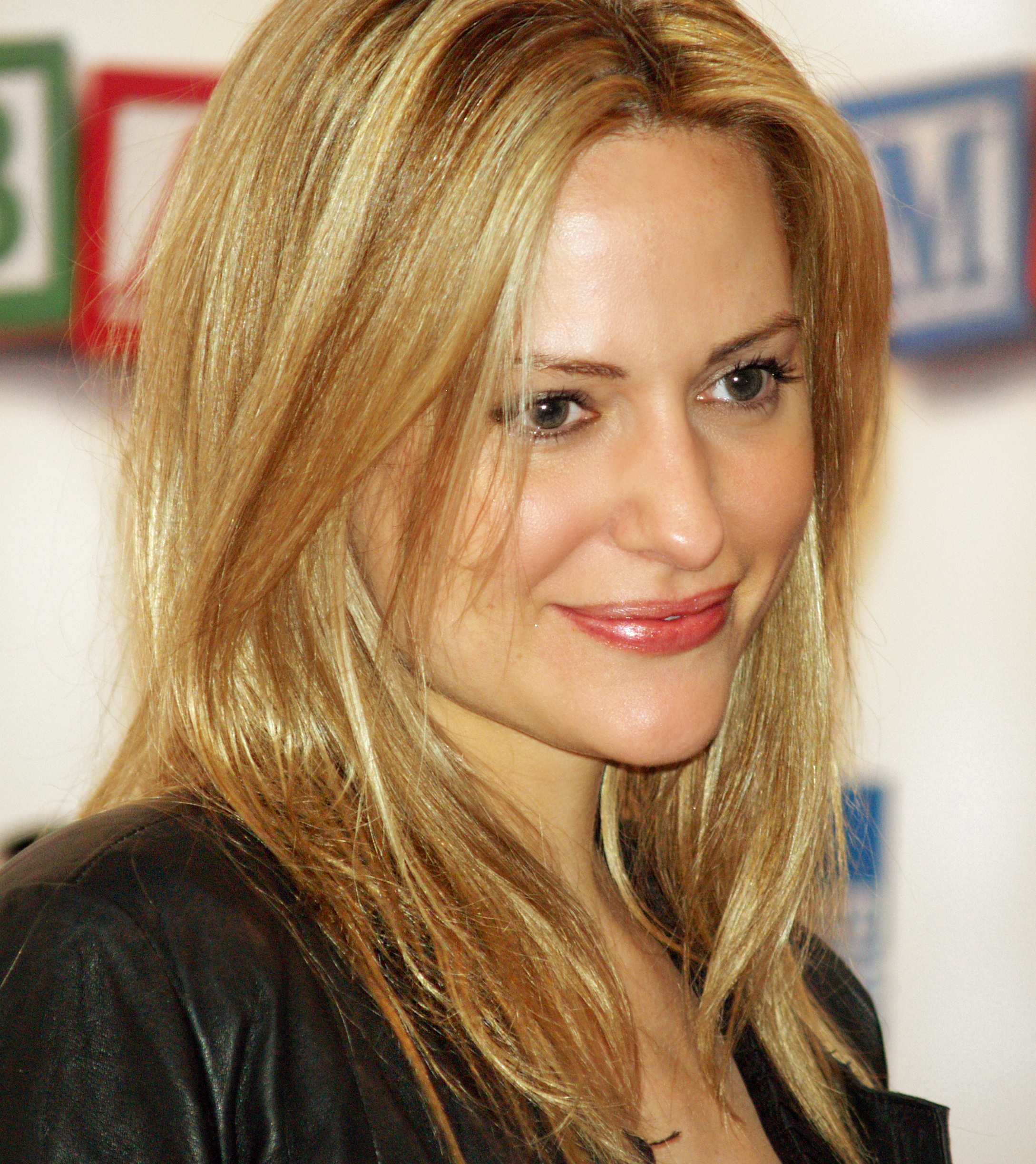
Aimee Mullins

Aimee Mullins (n. 1976, Allentown, Pennsylvania) este o atletă și activistă în domeniul sportului și al noii generații protetice cunoscută datorită realizărilor sportive în ciuda condiției medicale (amputarea ambelor picioare).

## Viața și realizările
Aimee Mullins s-a născut cu hemimelie fibulară (lipsa fibulei) și a trebuit să i se amputeze ambele picioare sub genunchi la vârsta de un an. 
Aceasta este absolventă a Liceului Parkland din Allentown și a Universității din Georgetown, Washington, D.C. În timpul studiilor universitare, a participat la competiții sportive ce nu erau dedicate persoanelor cu dizabilități fizice sau mentale. În 1996 a participat la Jocurile Paralimpice de la Atlanta, la probele de 100 de metri (17,01 s) și sărituri în lungime (3,14 m).
Tot în timpul facultății, Mullins a obținut o bursă prin intermediul căreia a urmat o stagiatură la Pentagon (Departamentul (echivalent cu Ministerul) Apărării SUA). Totodată, Aimee Mullins ține conferințe motivaționale.

## Cariera în domeniul modei
În 1999, Aimee Mullins a participat la prezentarea de modă a designerului britanic Alexander McQueen, în Londra, având proteze din lemn de frasin cu cizme integrate, fără ca publicul care nu o cunoștea să își dea seama că aceasta purta proteze.
Datorită protezelor, aceasta își poate modifica înălțimea între 172 cm și 185 cm. A fost declarată una dintre cele mai frumoase 50 de persoane de către revista People 
A apărut și pe coperta revistei Dazed & Confused în 1998 și în campania aniversară a lui Kenneth Cole (2010) și face parte din L'Oréal fashion Beauty Team împreună cu Jennifer Lopez și Gwen Stefani (din 2011).

## Cariera cinematografică
În 2002, aceasta jucat rolul femeii-ghepard în Cremaster 3. În 2006, a apărut în filmul World Trade Center, jucând rolul unui reporter. A mai apărut în filmul de televiziune Cei cinci purceluși (după romanul omonim al Agathei Christie).
A apărut în emisiunea satirică The Colbert Report în data de 15 aprilie 2010, în care a declarat că deține 12 perechi de proteze, unele fiind de muzeu.

### Filmografie

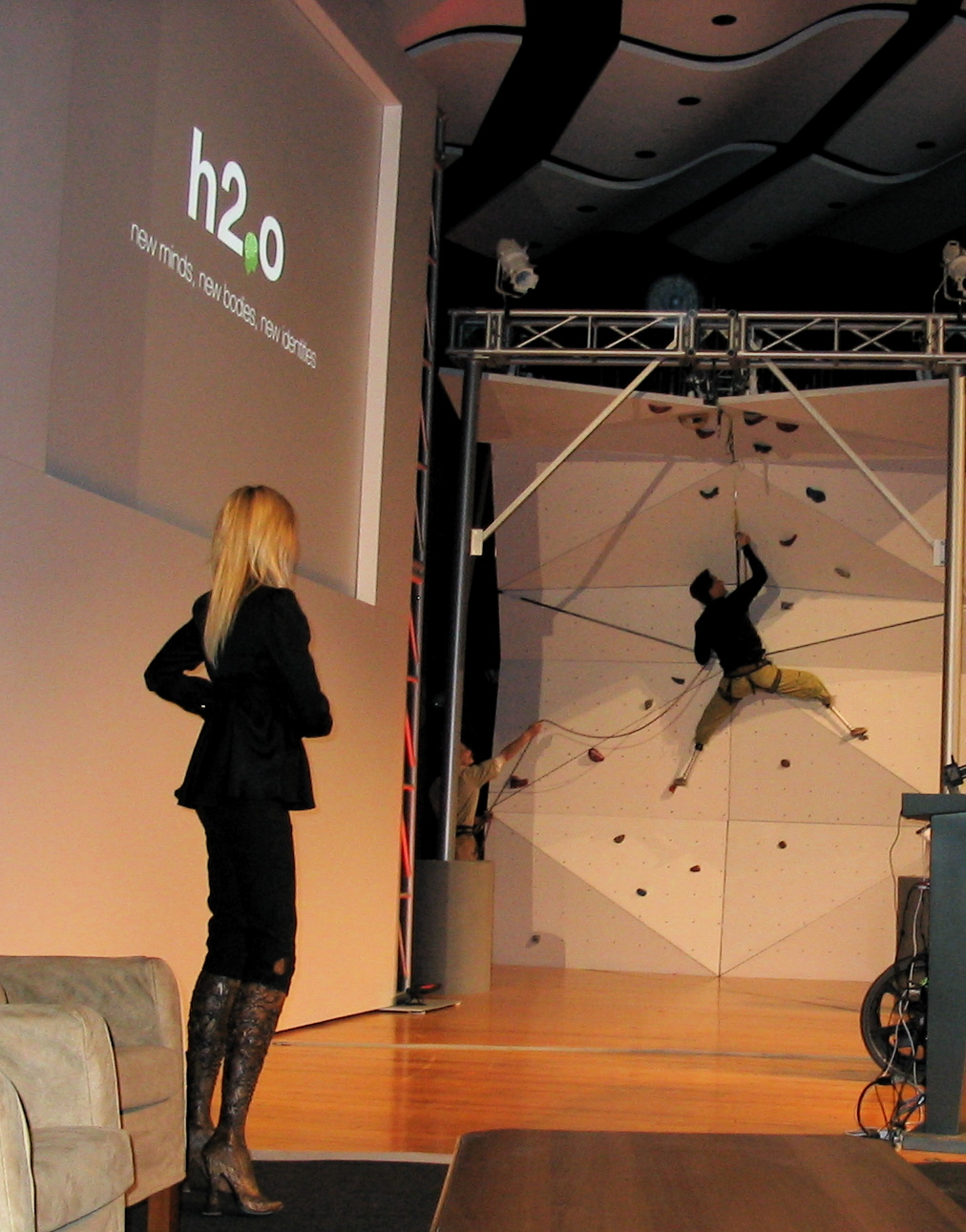
Aimee Mullins privește cum un sportiv cu picioarele amputate se cațără pe un zid la MIT Media Lab's h2.0 symposium 9 mai 2007

- 2002 - Cremaster 3 (Cremaster Cycle), film regizat de Matthew Barney.
- 2003 - Five Little Pigs
- 2006 - Marvelous
- 2006 - World Trade Center într-un rol de reporter
- 2008 - Quid Pro Quo

## Cărți
Aimee figurează în următoarele cărți:
- Athlete (2002) ISBN 0-06-019553-3
- Laws of the Bandit Queens (2002) ISBN 0-609-80807-9
- The Prosthetic Impulse - Smith and Morra (eds.) (2006) ISBN 0-262-19530-5